# (84522) 2002 TC302
(84522) 2002 TC302 er et trans-neptunsk objekt, der blev opdaget d. 9. oktober 2002 af Michael E. Brown. Asteroiden har en diameter på 1.200 km, men er ikke hel rund.